# Revolució Verda

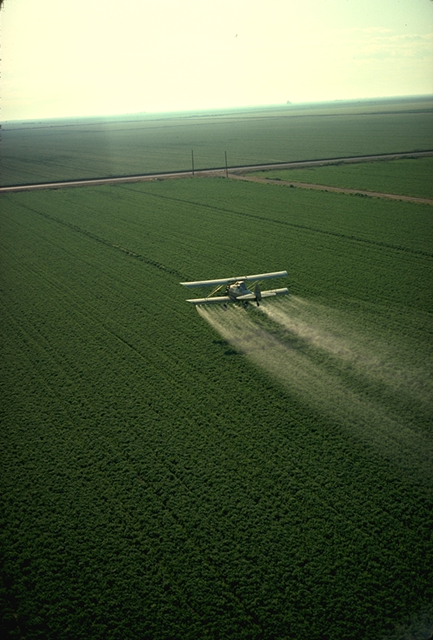
L'augment de l'ús de diverses tecnologies, com ara pesticides, herbicides i fertilitzants, així com noves varietats de cultius d'alt rendiment que es van utilitzar en les dècades posteriors a la Segona Guerra Mundial per augmentar en gran manera la producció mundial d'aliments.

La Revolució Verda o Primera Revolució Verda és un terme utilitzat per a descriure la transformació de l'agricultura en diversos països en desenvolupament entre els anys 1940 i 1960.
Està basada en l'aplicació de la ciència i la tecnologia als conreus, principalment de cereals, amb l'objectiu d'augmentar la producció d'aliment i aconseguir la suficiència alimentària de diversos països. El biòleg estatunidenc Norman Borlaug i l'agrònom italià Nazareno Strampelli, amb els seus encreuaments de varietats de blat, se'n consideren els precursors. L'augment de producció va ser degut a l'ús de llavors més productives i resistents, la mecanització dels sistemes de conreu, l'ús massiu de fertilitzants i pesticides i la millora dels sistemes de d'irrigació.
Els programes de desenvolupament utilitzats van ser promoguts des del govern dels Estats Units, amb l’ajut de la Fundació Rockefeller i la Fundació Ford, i van incidir principalment en la productivitat de Mèxic i l'Índia.

## Mèxic
El programa va començar l'any 1943 amb la col·laboració del govern mexicà presidit per Manuel Ávila Camacho i la Fundació Rockefeller degut a la convicció del govern dels Estats Units que afavoriria els seus interessos polítics i comercials a la zona. L'opció tecnològica de Camacho contrastava amb la de reforma social agrària empesa pel seu predecessor Cárdenas.
La principal iniciativa de l'equip d'investigadors va ser el desenvolupament de varietats de gran rendiment per hectàrea de blat i blat de moro o dacsa. Norman Borlaug, principal responsable del programa, va rebre el Premi Nobel de la Pau el 1970 i el desembre de 2006 la medalla d'or del Congrés dels Estats Units.
Mèxic va aconseguir, gràcies a aquesta Revolució Verda a partir de 1951 ésser autosuficient en blat i poc després passar a exportar-ne.
A través de l'experiència mexicana es va constituir el CIMMYT (Centre internacional per a la millora del blat i la dacsa).

## Índia
El 1943, encara sota la colonització britànica,hi va haver el pitjor episodi de fam a l'Índia coneguda com la Fam de Bengala,hi van morir uns quatre milions de persones incloent el territori de l'actual Bangladesh.
Encara que els esforços d'autosuficiència alimentària van començar amb la independència de 1947 en un primer moment se centraven a incrementar la superfície cultivada però amb el gran increment de població que hi va haver no s'aconseguia l'èxit. No va ser fins al període de 1967 a 1978 quan es va aconseguir l'objectiu d'autosuficiència en la producció d'aliments. Les tècniques aplicades principalment, a més d'incrementar la superfície, van ser la d'obtenir dues collites en cada superfície (a través de regadiu durant l'estació seca) i la d'utilitzar la millora genètica en les llavors, principalment blat i arròs però també mill i dacsa. També es van utilitzar molt més tot tipus d'agroquímics. L'Índia va passar de patir fam a ser exportadora de cereals. El desenvolupament agrari va ser un factor de desenvolupament econòmic i social en general amb implicacions polítiques.

## Extensió i conseqüències de la Revolució Verda
Fruit de les recerques a l'Índia i les Filipines la Fundació Rockefeller i la Fundació Ford establiren la IRRI (Institut Internacional de Recerca en arròs). En general tota la Revolució Verda auspiciada pels Estats Units va afectar països en vies de desenvolupament que estaven fora de la influència soviètica tot i això Cuba va utilitzar aquestes tècniques en la producció de canya de sucre fins a l'esfondrament de l'economia del COMECON.
Hi va haver nombrosos intents d'introduir els conceptes d'èxit dels projectes mexicans i indis a l'Àfrica. Aquests programes van tenir, en general, menys èxit. Les raons esmentades inclouen la corrupció generalitzada, la inseguretat, la manca d'infraestructures, i una manca general de voluntat per part dels governs. No obstant això, els factors ambientals, com ara la disponibilitat d'aigua per al reg, l'alta diversitat en els tipus de pendent i de sòl en una zona determinada són també raons per les quals la Revolució Verda no fou tan reeixida en l'Àfrica.
La revolució Verda no era tota la solució al problema de la Fam al món, ja que voluntàriament deixava de banda les actuacions de tipus social, ja que un dels seus objectius era contribuir a la derrota del marxisme en aquelles zones com Mèxic i l'Índia on el comunisme era una força molt potent. Des del punt de vista tècnic l'increment productiu anava aparellat d'un gran increment d'insums i les varietats altament productives (molt necessitades d'aigua i fertilitzants, i febles davant paràsits) van desplaçar les autòctones molt més rústegues. Tot i això la producció de cereals entre 1960 a 1980 s'ha duplicat amb escreix en els països en vies de desenvolupament i aquesta disponibilitat major d'aliment és una condició sine qua non per a la lluita mundial contra la fam.

## Crítiques

### Seguretat alimentària

#### Crítica malthusiana
Algunes crítiques generalment impliquen una certa variació del principi malthusià de la població. Aquestes preocupacions sovint giren al voltant de la idea que la Revolució Verda és insostenible, i argumenten que la humanitat es troba ara en un estat de superpoblació o sobrepassa el que fa a la capacitat de càrrega sostenible i exigències ecològiques de la Terra.
Encara que 36 milions de persones moren cada any com a conseqüència directa o indirecta de la fam i la mala nutrició, les prediccions més extremes de Malthus han fracassat. En 1798 Thomas Malthus va fer la seva predicció d'una fam imminent. La població mundial s'ha duplicat el 1923 i es va tornar a duplicar el 1973 sense complir la predicció de Malthus. El maltusià Paul R. Ehrlich, en el seu llibre de 1968 The Population Bomb, va dir que "l'Índia no podria alimentar més de dos-cents milions de persones per a 1980" i "Centenars de milions de persones moriran de fam malgrat qualsevol programa de xoc." Les advertències de Ehrlich no van arribar a materialitzar-se quan l'Índia va esdevenir autosuficient en la producció de cereals en 1974 (sis anys després) com a resultat de la introducció de varietats nanes de blat de Norman Borlaug.

La predicció de M. King Hubbert de les taxes de producció de petroli mundial. L'agricultura moderna és en gran manera depenent de l'energia del petroli.

Ja que el subministrament de petroli i gas són essencials per a les tècniques de l'agricultura moderna, una caiguda dels subministraments mundials de petroli podrien causar una puja dels preus dels aliments en les pròximes dècades.

#### Fam
Per a alguns sociòlegs i escriptors occidentals moderns, l'augment de la producció d'aliments no és sinònim d'augment de la seguretat alimentària, i és només part d'una equació més gran. Per exemple, el professor de Harvard Amartya Sen va afirmar que les grans fams històriques no van ser causades per la disminució del subministrament d'aliments, sinó per la dinàmica socioeconòmica i un fracàs de l'acció pública. No obstant això, l'economista Peter Bowbrick rebat la teoria de Sen, argumentant que Sen es basa en arguments inconsistents i contradiu la informació disponible, incloses les fonts esmentades del mateix Sen. Bowbrick sosté a més que les opinions de Sen coincideixen amb les del govern de Bengala en el moment de la fam de Bengala de 1943, i les polítiques dels defensors de Sen no van aconseguir alleujar la fam.

#### Qualitat de la dieta
Aquests monocultius sovint s'utilitzen per a l'exportació, aliment per a animals, o la conversió en biocombustible. Segons Emile Frison de Bioversity International, la Revolució Verda també ha portat a un canvi en els hàbits alimentaris, ja que menys persones estan afectades per la fam i moren de fam, però moltes es veuen afectades per la desnutrició, com la deficiència de ferro o de vitamina A. Frison afirma, a més, que gairebé el 60% de les morts anuals de nens menors de cinc anys en els països en desenvolupament estan relacionades amb la desnutrició.
L'arròs d'alt rendiment, introduït des de 1964 als països asiàtics aclaparats per la pobresa, com ara les Filipines, es va trobar que tenia gust inferior, més enganxós i menys saborós que les seves varietats natives. Això va fer que el seu preu fos menor que el valor mitjà de mercat.
En les Filipines, la introducció de pesticides "durs" en la producció d'arròs, en la primera part de la Revolució Verda, va enverinar i matar als peixos i els vegetals verds que tradicionalment han conviscut en els arrossars. Aquests van ser fonts d'aliments nutritius per a molts agricultors pobres filipins abans de la introducció dels pesticides, el que va afectar encara més la dieta dels habitants locals.

#### Impacte polític
Un crític important de la Revolució Verda, el periodista nord-americà d'investigació de Mark Dowie, escriu:
L'objectiu principal del programa era geopolític: consistia a proporcionar aliments a la població en els països subdesenvolupats i així aconseguir l'estabilitat social i debilitar el foment de la insurgència comunista.

Citant documents interns de la Fundació, Dowie estableix que la Fundació Ford va tenir una major preocupació que la Rockefeller en aquesta matèria.
Hi ha evidència significativa que la Revolució Verda va debilitar moviments socialistes en moltes nacions. En països com l'Índia, Mèxic i Filipines, les solucions tecnològiques es van buscar com a alternativa a l'ampliació de les iniciatives de reforma agrària, l'última de les quals es relaciona sovint amb la política socialista.

#### Impactes socioeconòmics
La transició de l'agricultura tradicional, en el qual les entrades (per exemple: llavors) s'han generat en les explotacions agrícoles, en l'agricultura de la Revolució Verda, que requereix la compra d'entrades, va portar a la creació generalitzada de les institucions de crèdit rural. Els agricultors més petits sovint es van endeutar, el que en molts casos dona lloc a una pèrdua de les seves terres de cultiu. L'augment del nivell de mecanització en les explotacions més grans possibles gràcies a la Revolució Verda va treure una gran font d'ocupació de l'economia rural. A causa que els agricultors més rics tenien un millor accés al crèdit i a la terra, la Revolució Verda ha augmentat les disparitats de classe, amb una bretxa entre rics i pobres cada vegada més gran com a resultat. Com que algunes regions van ser capaces d'adoptar l'agricultura de la Revolució Verda amb més facilitat que d'altres (per raons polítiques o geogràfiques), també van augmentar les disparitats econòmiques interregionals.

#### Globalització
En el sentit més bàsic, la Revolució Verda va ser un producte de la globalització com s'evidencia en la creació de centres d'investigació agrícola internacionals que van compartir informació, i amb el finançament transnacional de grups com la Fundació Rockefeller, la Fundació Ford, i l'Agència dels Estats Units per al Desenvolupament Internacional (USAID).

### Impacte ambiental

#### Biodiversitat
La difusió de l'agricultura de la Revolució Verda ha afectat tant a la biodiversitat agrícola i com a la biodiversitat silvestre. Hi ha poc desacord en el fet que la Revolució Verda va actuar reduint la biodiversitat agrícola, ja que es va basar en només unes poques varietats d'alt rendiment de cada cultiu.
Això ha portat a la preocupació per la susceptibilitat d'aquests aliments als patògens que no puguin ser controlats pels agroquímics, així com la pèrdua permanent de molts trets genètics valuosos obtinguts en varietats tradicionals durant milers d'anys. Per abordar aquestes preocupacions, s'han establert bancs de llavors, com el Grup de Consulta en la Recerca Mundial en Agricultura '(CGIAR) i l'International Plant Genetic Resources Institute (ara Bioversity International) (consulteu: Magatzem de llavors de Svalbard).
Hi ha diferents opinions sobre l'efecte de la Revolució Verda sobre la biodiversitat silvestre. Una hipòtesi s'especula que en augmentar la producció per unitat d'àrea de la terra, l'agricultura no haurà d'expandir-se a noves zones sense conrear per alimentar una creixent població humana. No obstant això els agricultors, amb la degradació del sòl i l'esgotament dels seus nutrients, s'han vist obligats a aclarir antigues àrees boscoses per tal de seguir el ritme de producció. Una contra-hipòtesi especula que la biodiversitat va ser sacrificada perquè els sistemes tradicionals d'agricultura que van ser desplaçades de vegades incorporats pràctiques a preservar la biodiversitat silvestre, i pel fet que la Revolució Verda va expandir el desenvolupament agrícola en noves àrees on abans eren poc rendibles o molt àrides. Per exemple, el desenvolupament de varietats de blat tolerants a condicions de sòls àcids amb alt contingut d'alumini, permet la introducció de l'agricultura en els ecosistemes brasilers sensibles com la sabana tropical semihumida de Cerrado i la selva amazònica en les macroregions geoeconòmiques de Centre-Sud i Amazones. Abans de la Revolució Verda, també van ser danyats altres ecosistemes brasilers significativament per l'activitat humana, com la primera o, tal vegada, segona principal contribuent a la megadiversidad del Brasil, la Mata Atlàntica (per sobre del 85% de la desforestació en la dècada de 1980, al voltant del 95% després de la dècada de 2010) i els importants matolls xeròfils anomenats Caatinga principalment al nord-est del Brasil (al voltant del 40% en la dècada de 1980, al voltant del 50% després de la dècada de 2010 - la desforestació del bioma Caatinga s'associa generalment amb un major risc de desertització).
No obstant això, la comunitat mundial ha reconegut clarament els aspectes negatius de l'expansió de l'agricultura com el Tractat de Rio de 1992, signat per 189 nacions, que ha generat nombrosos Plans d'acció sobre la biodiversitat nacionals per frenar la pèrdua significativa de biodiversitat que comporta l'expansió de l'agricultura en els nous dominis.

#### Emissions de gasos amb efecte d'hivernacle
D'acord amb un estudi publicat el 2013 a PNAS, en absència de la millora de germoplasma de cultius associats a la revolució verda, les emissions de gasos amb efecte d'hivernacle hauria estat 5,2 a 7,4 Gt més gran que l'observada en 1965-2004.

#### Dependència dels recursos no renovables
La major part de la producció agrícola d'alta intensitat és altament dependent dels recursos no renovables. La maquinària agrícola i el transport, així com la producció de pesticides i nitrats tots depenen dels combustibles fòssils. D'altra banda, el fòsfor nutrient mineral essencial és sovint un factor limitant en els cultius, mentre que les mines de fòsfor s'estan esgotant ràpidament a tot el món. El fet de no apartar-se d'aquests mètodes no sostenibles de producció agrícola podria potencialment portar a un col·lapse a gran escala de l'actual sistema de producció intensiva d'aliments dins d'aquest segle.

### Impacte en la salut
El consum dels pesticides que s'utilitzen per matar les plagues dels éssers humans en alguns casos pot estar augmentant la probabilitat de càncer en alguns dels llogarets rurals que els utilitzen. Les males pràctiques agrícoles, inclosos l'incompliment de l'ús de màscares i l'excés d'ús dels productes químics agreugen aquesta situació. El 1989, l'OMS i el PNUMA estimaven que hi havia al voltant d'1 milió d'intoxicacions per plaguicides humans cada any. Alguns 20.000 (sobretot en els països en desenvolupament) van acabar en la mort, com a conseqüència d'etiquetatge pobre, de no seguir les normes de seguretat, etc.

#### Pesticides i càncer
Els estudis epidemiològics contradictoris en els éssers humans han vinculat els herbicides (o contaminants) d'àcid fenoxi amb sarcoma de teixits tous (STT) i limfoma maligne, els insecticides organoclorats amb STT, el limfoma no hodgkinià (LNH), la leucèmia, i, de forma menys constant, amb els càncers de pulmó i de mama, compostos organofosforats amb LNH i la leucèmia, i els herbicides de triazina amb càncer d'ovari.

#### Cas del Panjab
L'estat indi del Panjab va ser pioner en la revolució verda entre els altres estats que transformaren l'Índia en un país amb excedents d'aliments. L'estat està sent testimoni de les conseqüències greus de l'agricultura intensiva que utilitzen productes químics i pesticides. Un ampli estudi dut a terme pel Post Graduate Institute of Medical Education and Research (PGIMER) ha posat en relleu la relació directa entre l'ús indiscriminat d'aquests productes químics i l'augment d'incidència de càncer en aquesta regió. Un augment en el nombre de casos de càncer s'ha informat en diversos pobles com Jhariwala, Koharwala, Puckka, Bhimawali i Khara.
L'activista mediambiental Vandana Shiva ha escrit molt sobre els impactes socials, polítics i econòmics de la Revolució Verda a Panjab. Afirma que el recurs de la Revolució Verda en l'ús intensiu de productes químics i monocultius ha donat lloc a l'escassetat d'aigua, la vulnerabilitat a les plagues, i casos de conflictes violents i de marginació social.
El 2009, en virtut d'una investigació dels Laboratoris d'Investigació de Greenpeace, el Dr Reis Tirado, de la Universitat d'Exeter, Regne Unit va dur a terme l'estudi químic, de radiació i de toxicitat biològica en 50 llogarets en Muktsar, districtes Bathinda i Ludhiana; al Panjab. El vint per cent dels pous mostrejats van mostrar nivells de nitrat per sobre del límit de seguretat de 50 mg/l establert per l'OMS, l'estudi connectat amb l'alt ús de fertilitzants nitrogenats sintètics.

#### Agricultura orgànica
El 2003, Sikkim es va convertir en el primer estat a l'Índia en aprovar una resolució en l'assemblea estatal de convertir totes les fonts d'aliments de l'estat en agricultura per a l'any 2015. Les subvencions s'han desplaçat dels fertilitzants químics, cap a sistemes de compostatge. Sikkim s'ha trobat que és molt difícil canviar les pràctiques agrícoles i certificar les granges orgàniques amb la suficient rapidesa.